# 紐伯里 (英國國會選區)
紐伯里（英語：Newbury），英國國會一自治市選區，包括英格蘭東南部伯克郡西伯克郡大部。
始設於1885年，多數時期支持保守黨。在2010年大選中時任議員的的理查·貝尼昂以56.4%選票成功連任。